# Itame quinquaria
Itame quinquaria är en fjärilsart som beskrevs av Jacob Hübner 1823. Itame quinquaria ingår i släktet Itame och familjen mätare. Inga underarter finns listade i Catalogue of Life.